# 麥克朗山
77°11′S 144°26′W / 77.183°S 144.433°W
麥克朗山（英語：Mount McClung）是南極洲的山峰，位於瑪麗伯德地，處於岡薩雷斯山東南面4公里，屬於福特山脈中薩諾夫山脈的一部分，由美國探險隊發現和繪入地圖，現時由南極條約體系管理。